# Rumble (episodio de The Tomorrow People)
Rumble es el decimoprimer episodio de la primera temporada de la serie estadounidense de drama y ciencia ficción, The Tomorrow People. El episodio fue escrito por Nicholas Wootton y Ray Utarnachitt y dirigido por Nick Copus. Fue estrenado el 22 de enero de 2014 en Estados Unidos por la cadena The CW.
Stephen y sus compañeros de entrenamiento en Ultra son puestos a prueba por Jedikiah para ver quién es digno de convertirse en agente de Ultra, pero no todo el mundo está feliz de trabajar en equipo. Cara se enfrenta a un misterioso visitante de su pasado. Russell es enviado a una peligrosa misión de reconocimiento que provoca un enfrentamiento entre grupos de Chicos del mañana. Mientras tanto, John trabaja con Charlotte para ayudarla a controlar sus poderes.

## Elenco
- Robbie Amell como Stephen Jameson.
- Peyton List como Cara Coburn.
- Luke Mitchell como John Young.
- Aaron Yoo como Russell Kwon.
- Madeleine Mantock como Astrid Finch.
- Mark Pellegrino como el Dr. Jedikiah Price.

## Continuidad
- Este es un episodio centrado en Cara.
- El episodio marca la primera aparición de Hillary, Nelly, Julian Masters, Ray y Ursa.
- Astrid Finch fue vista anteriormente en Death's Door.
- Se revela que Cara conoció a Nelly y Julian seis años atrás.
- Morgan revela que los Chicos del mañana desean que Charlotte abandone la guarida debido a su falta de control sobre sus poderes.

- John se ofrece a entrenar a Charlotte.

- Jedikiah revela que Stephen y sus compañeros están a prueba y sólo el más fuerte se convertirá en agente de Ultra.
- Nelly muere en este episodio.
- Julian pierde a todo su ejército gracias a Charlotte.
- TIM revela que Cara tienes los mismos sentimientos por John y Stephen.
- Hllary descubre que Astrid sabe acerca de los poderes de Stephen.

## Banda sonora[3]
| N.º | Intérprete        | Título          | Álbum             |
| --- | ----------------- | --------------- | ----------------- |
| 1   | M.I.A.            | «Paper Planes»  | Kala              |
| 2   | Bear Mountain     | «Two Step»      | XO                |
| 3   | Portugal. The Man | «Atomic Man»    | Evil Friends      |
| 4   | NoNoNo            | «Like The Wind» | Pumpin Blood - EP |

## Casting
James MacKay fue contratado para interpretar a Julian Masters, un iniciado que está enfurecido con el mundo y es el némesis de Cara. Así mismo, Alexa Vega interpreta a Hillary Cole, compañera de entrenamiento de Stephen en Ultra.